# Konoha/Cloudy Dayz
Konoha/Cloudy Dayz - десятый сингл японской группы Nightmare, вышедший 3 октября 2007 года.Сингл вышел в трёх изданиях: издание А включает только CD, издание В помимо CD включает в себя DVD с клипами на песни: "Konoha" и"Cloudy Dayz". Издание С имеет ещё и фото-карточки с участниками группы.
Песня вошла в пятый студийный альбом - Killer Show, который вышел 21 мая 2008 года.

## Позиция в чартах
Песня заняла позицию номер #4 в чарте "Oricon".Это третий сингл подряд который вошёл в пятёрку лучших в японских чартах.

## Список композиций

### Издание («А»)
- «Konoha» — Слова и музыка — Рука
- «Cloudy Dayz» — Слова и музыка — Рука

### DVD (из издания «В»)
- «Konoha» (клип) [2]
- «Cloudy Dayz» (клип) [3]